# Чарівник Кремля
«Кремлівський чарівник», «Чарівник Кремля» або «Чарівник з Кремля» (англ. The Wizard of the Kremlin) — майбутній художній фільм французького режисера Олів'є Ассаяса, екранізація однойменної книги Джуліано да Емполі. Головні ролі у фільмі зіграють Пол Дано, Алісія Вікандер, Джуд Лоу.

## Сюжет
Дія фільму відбувається на початку 90-х років у Росії. Головний герой — телевізійний продюсер Вадим Баранов, який стає політтехнологом Володимира Путіна та зосереджує у своїх руках величезний вплив. Літературною основою сценарію став роман Джуліано да Емполі, прототипом Баранова вважають Владислава Суркова.

## У ролях
- Пол Дано
- Алісія Вікандер
- Джуд Лоу — Володимир Путін
- Зак Галіфіанакіс
- Том Стеррідж

## Виробництво та реліз
Про початок роботи над фільмом стало відомо у травні 2024 року. Олів'є Ассаяс працює над сценарієм спільно з Емманюелем Каррером. Ролі в картині отримали Пол Дано, Алісія Вікандер, Джуд Лоу, Зак Галіфіанакіс, Том Стеррідж.